# Plinia rogersiana
Plinia rogersiana är en myrtenväxtart som beskrevs av Joáo Rodrigues de Mattos. Plinia rogersiana ingår i släktet Plinia och familjen myrtenväxter. Inga underarter finns listade i Catalogue of Life.